# Кратер (діадох)
Кра́тер (грец. Κρατερός) — діадох, ватажок піших тілоохоронців у війську Александра Македонського.

## Життєпис
Походив зі знатного роду з області Орестида (на заході Македонії). Син Олександра. Замолоду брав участь у військових діях. Був в армії Філіппа II, потім Александра Македонського.
У 333 до н. е. у битві при Іссі командував фалангою та піхотою лівого крила македонського війська.
У Гірканії він брав участь в місії проти Тапуріанів, був першим самостійним командувачем у македонській армії.
Під час грандіозних святкувань у Сузі Кратер одружився з принцесою Амастріс, дочкою Оксатра, брата Дарія III.
У 324 до н. е., за дорученням Александра, Кратер і Поліперхон призначені командувачами повернення 11 500 ветеранів у Македонію.
Коли помер Александр Кратер знаходився у Кілікії та командував розбудовою флоту. По смерті Александра при розподілі сатрапій влада над Македонією, іллірійцями, трібаллами, агріанами, частиною Епіра та Грецією була віддана Антипатру і Кратеру для спільного управління. Кратер допоміг Антипатру закінчити з успіхом Ламійську війну проти Афін, одружився з Філою, дочкою Антипатра, від якої мав сина Кратера. Супроводжував тестя у війні з етолянами, навесні 321 до н. е. — проти Пердікки в Азії. Був убитий у Каппадокії у битві з Євменом.